# Tratado Arana-Le-Prédour
El Tratado Arana-Le-Prédour, firmado el 4 de noviembre de 1849, fue un acuerdo diplomático entre la Confederación Argentina y Francia, que puso fin a las disputas internacionales derivadas del bloqueo naval impuesto por las potencias europeas, especialmente Francia y Gran Bretaña, sobre el Río de la Plata. Este tratado representó un hito en la defensa de la soberanía argentina durante la época de Juan Manuel de Rosas, quien ejercía como Gobernador de la Provincia de Buenos Aires y encargado de las relaciones exteriores de la Confederación.

## El Tratado
El tratado se enmarcó en las tensiones internacionales que caracterizaron la región durante las décadas de 1830 y 1840. Estas tensiones surgieron en parte por el interés de Francia y Gran Bretaña en influir en los asuntos internos de los países sudamericanos y garantizar el acceso a los mercados y recursos en particular, Francia había apoyado a sectores opositores al gobierno de Rosas, como los unitarios y los separatistas de Uruguay, además de imponer un bloqueo naval al puerto de Buenos Aires de de 1838. Este bloqueo, que duro hasta 1840 fue seguido por otro más severo en 1845 en colaboración con Gran Bretaña como respuestas el apoyo argentino al régimen de Manuel Oribe en Uruguay durante la Guerra Grande.
El objetivo de estas potencias era garantizar la libre navegación de los ríos interiores como el Paraná y el Uruguay, que Rosas consideraba parte de la soberanía de la Confederación Argentina. Esta disputa por el control de las vías fluviales fue clave en las tensiones diplomáticas y militares especialmente tras la Batalla de la Vuelta de Obligado en 1845, donde las fuerzas argentinas resistieron estoicamente a una flota anglo-francesa aunque esta logró momentáneamente avanzar.

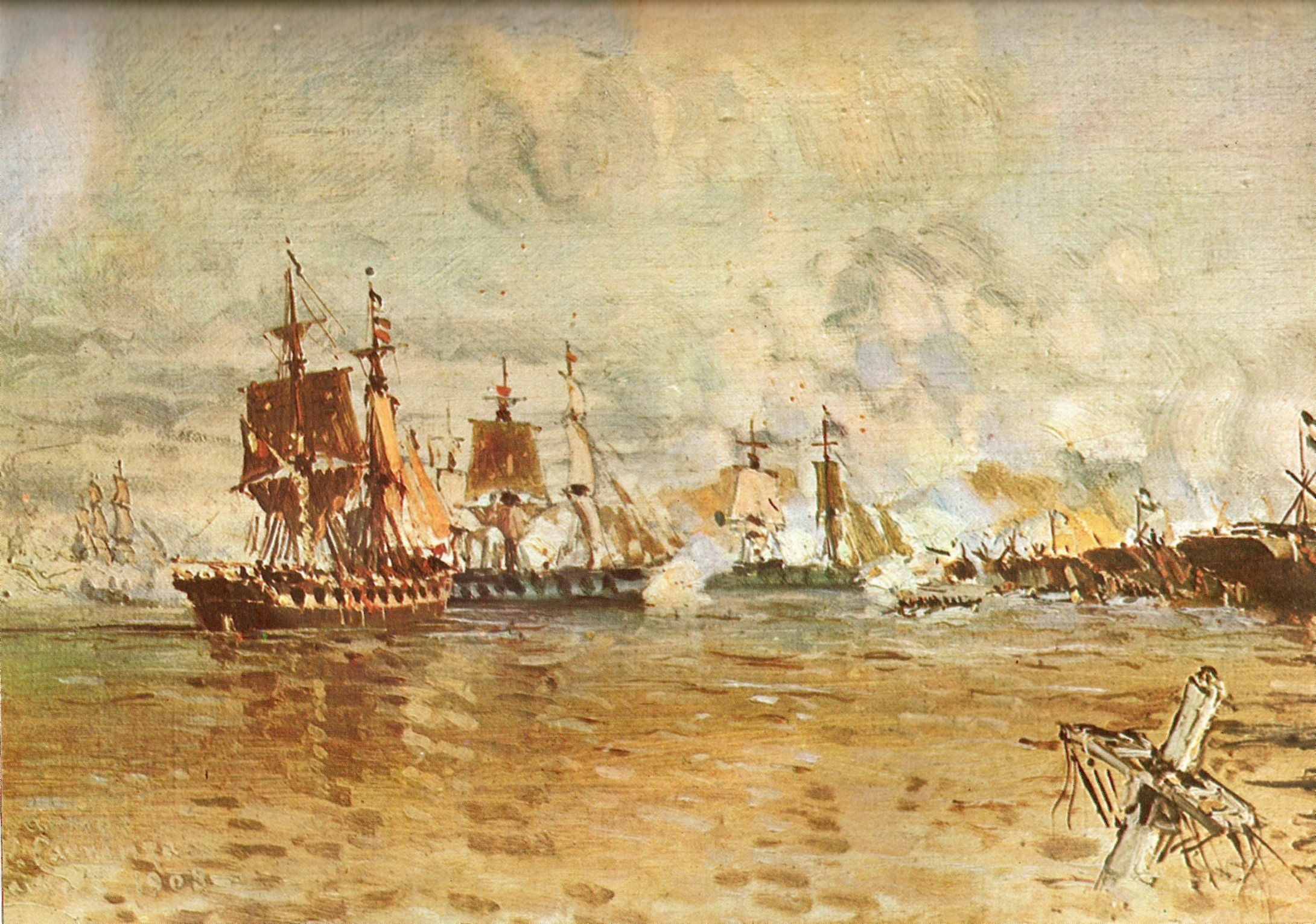
Batalla de Vuelta de Obligado.

El Tratado Arana-Le-Prédour fue resultado de prolongadas negociaciones que reflejaron el desgaste de Francia y la incapacidad de las potencias europeas para imponer completamente sus objetivos en el Río de la Plata. Los principales puntos del tratado fueron los siguientes: 
- Fin del bloqueo: Francia se comprometió a retirar su flota del Río de la Plata y a cesar cualquier medida hostil contra la Confederación Argentina. Este punto marco el reconocimiento de facto de la soberanía argentina sobre sus ríos.
- Neutralidad: Francia acordó no intervenir en los asuntos internos de la Confederación Argentina, aceptando la autoridad de Rosas como líder legítimo.

## Consecuencias
Fue un triunfo diplomático para Rosas y la Confederación Argentina, ya que aseguró el reconocimiento internacional de su soberanía sobre los ríos y marcó el fin de la intervención directa de Francia en los conflictos del Río de la Plata. Aunque la posición de Gran Bretaña se resolvería con un acuerdo similar en 1850 (Tratado Arana-Southern), este tratado fortaleció la posición de Rosas frente a sus opositores internos y consolidó su imagen como defensor de los intereses nacionales.
En términos internacionales el tratado reflejó el declive de la influencia europea en la región y el inicio de una política más pragmática hacia América Latina.
Sin embargo, a nivel interno, este triunfo no fue suficiente para sostener indefinidamente el régimen de Rosas, que caería en 1852 tras su derrota en la batalla de Caseros.